# Ursus arctos middendorffi

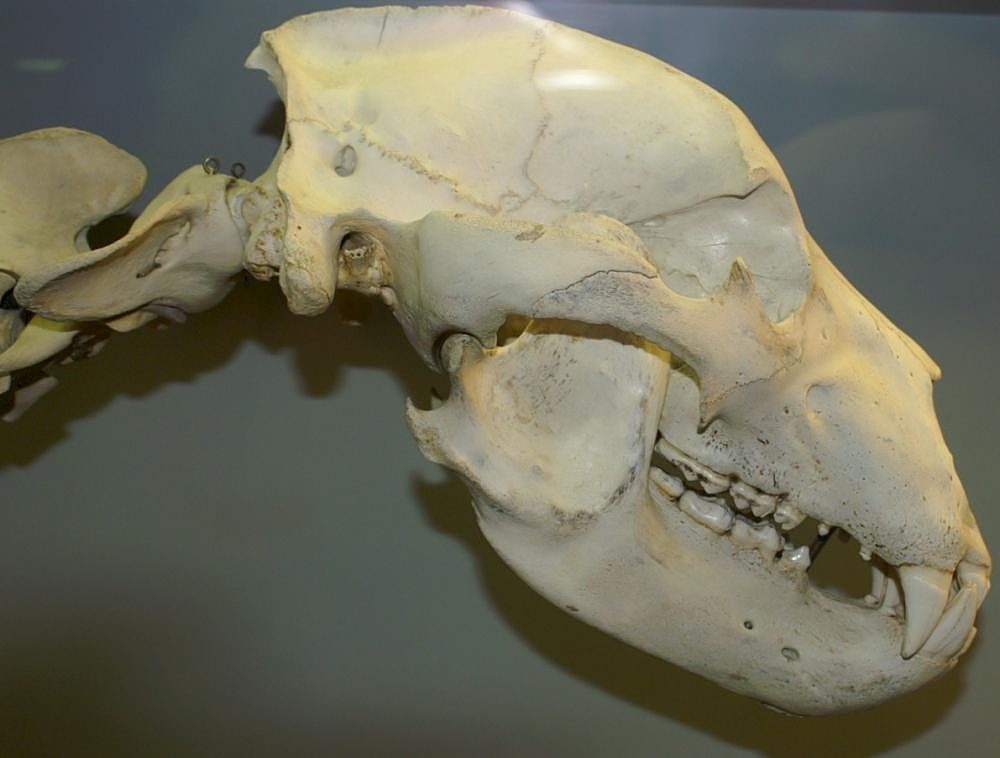
Cráneo de un oso Kodiak

El oso Kodiak (Ursus arctos middendorffi), también conocido como oso pardo Kodiak, a veces oso pardo de Alaska, es una subespecie de oso pardo que habita en las costas del sur de Alaska e islas adyacentes, como la isla de Kodiak. Se le llama a veces también oso gigante de Alaska debido a su gran tamaño.[cita requerida]
Es uno de los mayores osos pardos y uno de los carnívoros terrestres más grandes, junto con el oso polar (Ursus maritimus), que lo iguala en tamaño.
El taxonomista C.H. Merriam fue el primero en reconocer al oso Kodiak como una subespecie única del oso pardo, y lo llamó "Ursus middendorffi" en honor del célebre naturalista báltico, el Dr. A. Th. Von Middendorff. En un posterior trabajo taxonómico se combinaron todos los osos marrones de América del Norte en una sola especie (Ursus arctos). Las muestras genéticas de osos en Kodiak han demostrado que están relacionados con osos marrones en la península de Alaska y Kamchatka, Rusia, y todos los osos marrones aproximadamente al norte de los EE. UU. Los osos de Kodiak han estado aislados genéticamente desde al menos la última edad de hielo (hace 10.000 a 12.000 años) y existe muy poca diversidad genética dentro de la población. Aunque la población actual es sana y productiva, y no ha mostrado signos adversos manifiestos de endogamia, puede ser más susceptible a nuevas enfermedades o parásitos que otras poblaciones de oso pardo más diversas.

## Características

### Color
Los colores del pelo varían de rubio a naranja (típicamente hembras u osos del sur del archipiélago) hasta marrón oscuro. Los cachorros a menudo mantienen un "anillo natal" blanco alrededor de su cuello durante los primeros años de vida. El color de los osos Kodiak es similar al de su pariente muy cercano, el oso grizzly.

### Tamaño
El peso promedio para las hembras es de 200 a 202 kg y para los machos de 300 a 312 kg, aunque un ejemplar salvaje cazado y registrado por el departamento de pesca y caza de Alaska pesó 680 kg. Los machos pueden almacenar hasta un 50% de grasa y las hembras preñadas se estima que más. La longitud es de hasta 3 m en posición bípeda, con 1,3 m en la cruz.
El macho salvaje registrado más grande pesaba 751 kg (1656 libras) según el que lo mató. El tamaño verificado más grande para un oso Kodiak es para un espécimen que vivía en el zoológico de Dakota en Bismarck, Dakota del Norte. Apodado "Clyde", pesó 966 kg (2130 libras) cuando murió en junio de 1987 a la edad de 22 años. Según el director del zoológico Terry Lincoln, Clyde probablemente pesó cerca de 1090 kg (2400 libras) el año anterior. Todavía tenía una capa de grasa de nueve pulgadas cuando murió.

### Comportamiento
Los osos de Kodiak son generalmente solitarios en la naturaleza. Sin embargo, cuando los alimentos se concentran en áreas pequeñas, como a lo largo de las corrientes de desove del salmón, zonas de bayas, de una ballena muerta o incluso un vertedero abierto, suelen acudir en grandes grupos. A lo largo de unos cuantos arroyos en Kodiak, se pueden ver hasta sesenta osos en un área de una milla cuadrada (2.6 km²). Para maximizar la ingesta de alimentos en estas áreas ecológicamente importantes, los osos han aprendido a minimizar las luchas y las interacciones fatales mediante el desarrollo de una comunicación compleja (oral y corporal) en una estructura social.
El oso de Kodiak se muestra muy sumiso en cautividad y ha sido protagonista de multitud de documentales e incluso algún largometraje, como El oso (1988).

## Hábitat y alimentación

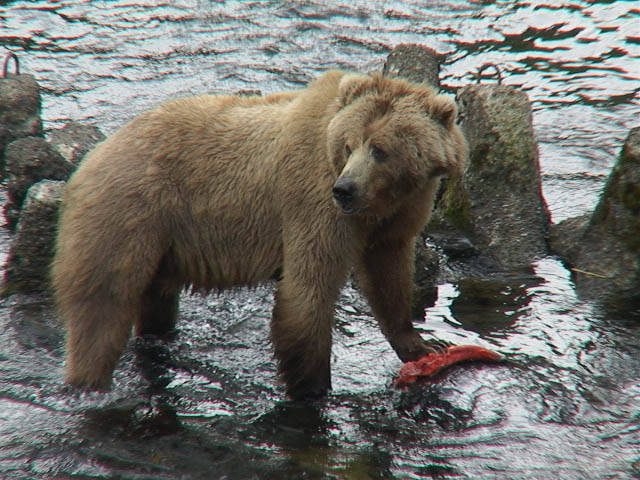
Oso de Kodiak comiendo salmón

Los osos de Kodiak viven en todo el archipiélago, adaptándose a los recursos locales y manteniendo rangos de hogares relativamente pequeños y densidades comparables en la mayoría de los hábitats. La vegetación emergente y los animales que murieron durante el invierno son los primeros alimentos que los osos comen en la primavera. A medida que avanza el verano, una amplia variedad de vegetación abastece las necesidades nutricionales hasta el retorno del salmón. Los salmones se extienden de mayo a septiembre en la mayor parte del archipiélago y los osos consumen las cinco especies de salmón del Pacífico que desovan en arroyos y lagos locales. A finales del verano y principios del otoño, los osos consumen varios tipos de bayas. Los osos también se alimentan de algas e invertebrados en algunas playas a lo largo del año. Aunque los ciervos son abundantes en el archipiélago y las cabras de montaña son abundantes en la isla de Kodiak, pocos osos Kodiak hacen presa activamente en ellos. Otra fuente de alimento disponible durante todo el año es la basura suministrada por la población humana de la isla Kodiak.

## Riesgo de extinción
La caza de esta subespecie de oso pardo está permitida pero regulada para evitar un exceso en ella, pues debido a su reducida área de distribución no se puede decir que sea muy abundante ni amplia. Unos dos tercios de la isla Kodiak se encuentran dentro de los límites del Kodiak National Wildlife Refuge, donde la caza no está permitida.